# Комплекс пам'ятників сантехнікові, людині-невидимці і 12-ому стільцю
Комплекс пам'ятників сантехнікові, людині-невидимці й 12-му стільцю — скульптурні композиції біля входу в ТЦ «Атріум» у м. Тернополі.

## Відомості
Відкриття скульптурних композицій відбулося 24 серпня 2010 року. Автором є тернопільський скульптор Дмитро Мулярчук. Скульптури виготовлені з бронзи, а відливали їх у Львові.
Пам'ятник сантехнікові зроблено у вигляді чоловіка в спецодязі, що вилазить із водопровідного люка, а в руках тримає розвідний ключ. Автори ідеї стверджують, що в такий спосіб вони хочуть увічнити працю водопровідників, а прототипом для створення такого персонажа став збірний образ працівників комунального підприємства «Тернопільводоканал». Під час роботи над пам'ятником його творців консультував один із представників цього підприємства.
Пам'ятник людині-невидимці виглядає як дві туфлі й табличка з інформацією, кому він встановлений.
Пам'ятник стільцю Остапа Бендера створено у вигляді крісла з гарнітури тещі Кіси Вороб'янінова, одного з героїв роману Ільф і Петрова «Дванадцять стільців». Право першою сісти в бронзове крісло надали актрисі Ользі Сумській. «Це крісло приносить гроші, з ним криза відступає», — пожартувала вона.

## Галерея

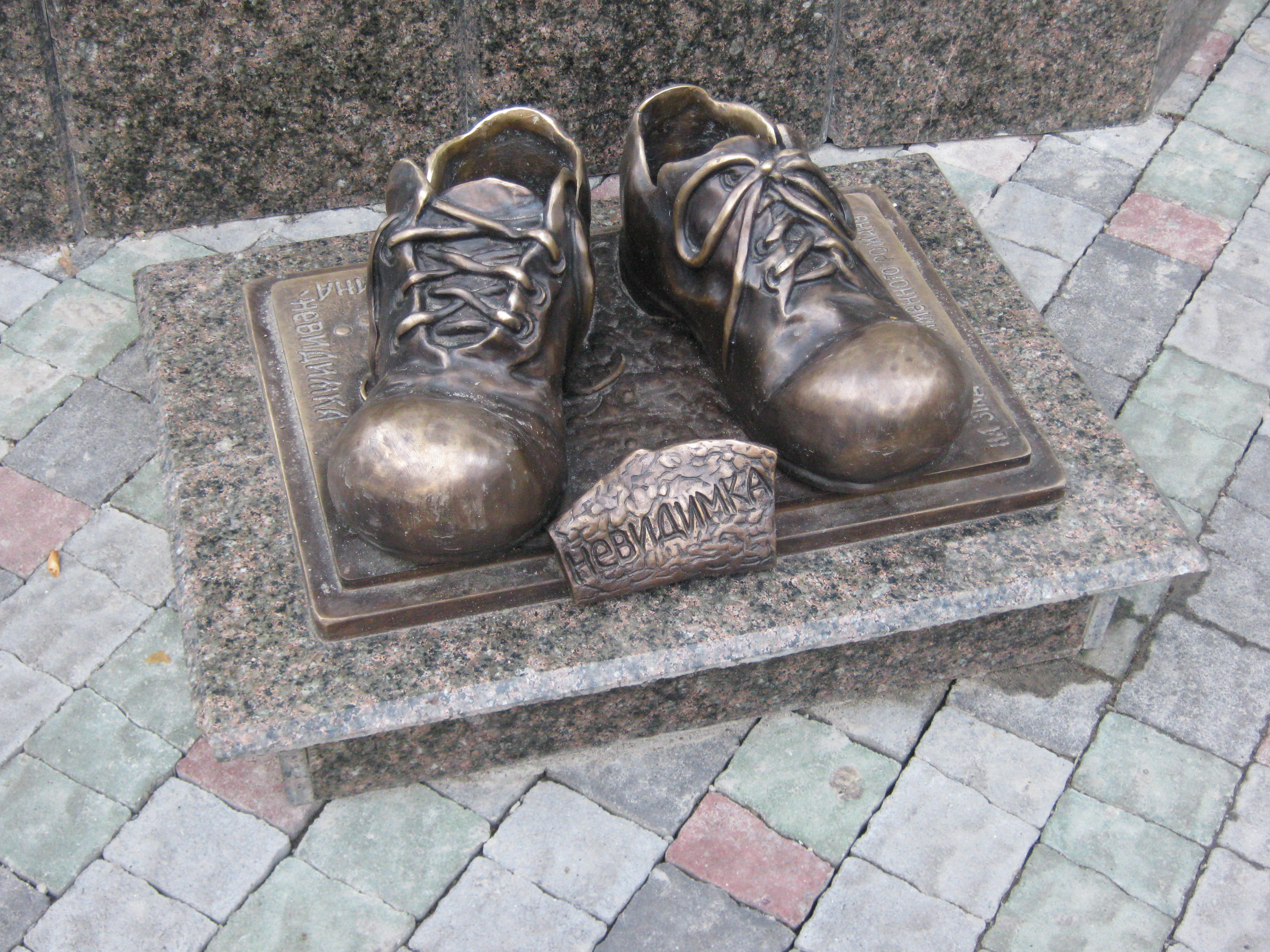
Пам'ятник людині-невидимці